# Certain
Certain war ein französischer Hersteller von Automobilen.

## Unternehmensgeschichte
Das Unternehmen begann 1907 mit der Produktion von Automobilen. Der Markenname lautete Certain. Im gleichen Jahr endete die Produktion bereits wieder.

## Fahrzeuge
Das einzige Modell Tri-Voiturette war ein Dreirad, bei dem sich das einzelne Rad hinten befand. Für den Antrieb sorgte ein Einzylindermotor von Lurquin-Coudert, der vor dem Fahrer montiert war und über Riemen das Hinterrad antrieb.